# Alfred Plourde
Pour les articles homonymes, voir Plourde.
Alfred Plourde, né le 8 mai 1904 à Uncasville (Connecticut) et mort le 19 août 1965 à Saint-Just-de-Bretenières, est un homme politique québécois. Il a été député de Kamouraska pour l'Union nationale de 1944 à 1962.